# Écritures du japonais
Les types d'écritures du japonais sont composés de systèmes graphiques :
1. kanji : un ensemble de logogrammes ou sinogrammes utilisés pendant des siècles, optionnellement annotés de translittération phonétique kana de type furigana ;
2. kana : deux écritures syllabaires hiragana et katakana équivalentes ;
3. rōmaji : une romanisation dans l'alphabet latin dans certains cas plus restreints.

Contrairement à la langue chinoise qui connaît des tons, la langue japonaise est atone, et la compilation des kanjis donna lieu à de nombreux homophones. Seule l'écriture fait foi. De ce fait — et pour d'autres considérations d'ordre historique et culturel —, on ne pourrait pas envisager, aujourd'hui, d'abolir les kanjis pour instaurer une écriture purement phonétique. Mais la langue reste évolutive, et les moyens contemporains de communication ne sont pas entravés au Japon. Au contraire, les kanjis ont des avantages : ce sont des condensés d'information.

## Histoire

### Éléments archéologiques
Divers spécimens d'écritures primitives appelées jindai moji ou kamiyo moji 『神代文字』, quelques caractères pictographiques ou runiques et d'autres proches du hangeul coréen, sont maintenant considérés comme des faux créés pour promouvoir le nationalisme japonais dans les années 1930. L'argument principal est que ces systèmes sont fondés sur la phonologie du japonais moderne, plus restreinte que celle du japonais ancien.
Les caractères chinois firent leur première apparition au Japon comme éléments de décoration d'objets importés de Chine (sceaux, pièces de monnaie, épées, etc.).

Shinto

Le plus ancien objet de ce type est le sceau du roi de Na, offert en l'an 57 par l'empereur Han Guang Wudi à un ambassadeur de la période Yamato. De même, des pièces de monnaie chinoises ont été trouvées dans des sites archéologiques de la période Yayoi.
Cependant, la pratique de l'écriture ne se répandit au Japon que vers le Ve siècle de notre ère ; ces caractères chinois importés n'étaient donc probablement pas compris des populations japonaises.
Parmi les premiers témoignages de kanjis au Japon, on trouve des poteries avec des caractères incisés dans la panse, le plus ancien exemplaire datant de la fin du Ve siècle.
En 2019, le professeur Yasuo Yanagida a défendu l’hypothèse selon laquelle des objets du IIe siècle av. J.-C. trouvés dans les ruines d'Uruujitokyu à Itoshima (Préfecture de Fukuoka) ou dans les ruines de Nakabaru à Karatsu (Préfecture de Saga) seraient des pierres à encre produites localement. Elles seraient la preuve d'une pratique de l’écriture au Japon à cette époque.

### Proto-histoire
Si l'on en croit le Nihon shoki et le Kojiki, c'est un lettré semi-légendaire du nom de Wani (王仁), envoyé par le royaume de Baekje pendant le règne de l'empereur Ōjin au début du VIe siècle, qui introduisit au Japon le confucianisme et les caractères chinois. L'arrivée officielle des kanjis aurait eu lieu en 552 selon le Nihon shoki de l'an 720. Il s'agit d'un envoi d'une statue de bouddha et de sūtras par le roi Syöng-Myöng du royaume coréen de Paekche à l'empereur du Japon Kinmei. Une autre source, le Gangōji garan engi, donne la date de 538.
Les caractères chinois sont arrivés au Japon vers le IVe siècle. Pendant la période Yamato, les premiers documents japonais furent probablement écrits à la cour impériale par des émissaires bilingues chinois ou coréens. C'est à cette époque que se rattache la correspondance diplomatique des cinq rois de Wa, datée de 478.
Par la suite, une classe spéciale de lettrés, les fuhito, fut employée à la cour pour lire et écrire le chinois classique. Pendant le règne de l'impératrice Suiko (593-628), le Japon eut en Chine des représentants diplomatiques à temps plein, conduisant à généraliser au Japon l'apprentissage de ce système d'écriture. Initialement, les sinogrammes n'étaient pas utilisés pour écrire le japonais ; être lettré signifiait posséder l'habileté de lire et écrire le chinois classique.
Comme les Japonais n'avaient pas de système d'écriture, ils ont cherché à utiliser les caractères chinois non pas seulement pour écrire le chinois, mais aussi leur propre langue. Jusqu'à nos jours, sur le plan lexical, les kanjis sont ainsi encore essentiellement utilisés, non pour noter des prononciations, mais pour noter des sens. Cependant, le japonais a une structure très différente du chinois classique, et l'écriture chinoise ne permet pas d'en transcrire la grammaire et la syntaxe.

### Évolution du système d'écriture
Il existait autrefois un système appelé kanbun (漢文), qui utilisait à la fois les caractères chinois (kanjis) et quelque chose de très similaire à la grammaire chinoise. Le système kanbun de caractères diacritiques fut inventé et utilisé pendant l'époque de Heian (794-1185). À partir d'une écriture en chinois classique, des marques diacritiques étaient placées à côté des caractères chinois pour aider à faire comprendre l'équivalent japonais. Ce système permet aux locuteurs japonais de restructurer les phrases, en indiquant les inversions nécessaires dans l'ordre des mots, et les terminaisons grammaticales des verbes, de manière à pouvoir les lire conformément à la grammaire japonaise.
La première chronique historique écrite du Japon, le Kojiki (古事記), aurait été compilée avant 712, et aurait été écrite en kanbun. Aujourd'hui, les universités japonaises et quelques lycées enseignent toujours le kanbun dans leur cursus littéraire.
Il n'y a pas eu de système d'écriture de la langue japonaise orale jusqu'au développement des man'yōgana (万葉仮名). Ce premier système d'écriture, qui utilisait des caractères chinois pour leurs propriétés phonétiques (dérivées de leur lecture chinoise) plutôt que pour leur valeur sémantique, apparut vers l'an 650 : c'est ce qu'on appelle les man'yōgana, par référence au man'yōshū ou manyōshū (万葉集), un recueil de poésie japonaise du VIIIe siècle qui donna son nom au système d'écriture dérivé. Ces caractères chinois apparaissent avec une valeur phonétique. Les man'yōgana ont initialement été utilisés pour écrire de la poésie.
Par la suite, les hiraganas (平仮名) et les katakanas (片仮名) sont tous deux dérivés des man'yōgana.
Initialement très nombreux, les man'yōgana ont au cours du temps subi une diminution drastique de leur nombre jusqu'à se limiter à un par son. Cette évolution conduisit aux hiraganas et katakanas modernes, deux syllabaires de 46 signes de base ; ces deux systèmes syllabaires modernes de kana sont donc dérivés des caractères chinois kanjis. L'équivalence entre ces deux systèmes syllabaires est résumée dans le système gojūon 五十音.
On situe l'apparition des kana vers le XIIIe siècle, dans des écrits épistolaires.
- Les hiraganas dérivent d'un ensemble de kanjis utilisés de manière purement phonétique. Les hiraganas étaient autrefois beaucoup plus nombreux (près de trois cents). Pour une syllabe donnée, ces caractères syllabaires étaient utilisés de manière interchangeable, jusqu'à la réforme orthographique de 1900 qui réduisit le nombre à un caractère par syllabe. Les anciens hiraganas éliminés par cette réforme sont à présent appelés des hentaigana. Ces caractères phonétiques étaient écrits en style cursif, et c'est le caractère dans son ensemble qui a subi une très forte stylisation des traits. Les hiraganas étaient accessibles aux femmes (ils étaient appelés onnate[12]), qui n'avaient accès qu'à une instruction élémentaire : des œuvres majeures de l'époque de Heian (794-1185) ont ainsi été écrites par des femmes en hiragana.
- Les katakana ont une origine parallèle : ils résultent d'une simplification délibérée des man'yōgana à l'usage des élèves des monastères, et datent du IXe siècle (au début de la période Heian)[13]. Ils ont été formés en ne retenant pour chaque syllabe que quelques traits simples, facilement tracés, et caractéristiques d'un man'yōgana particulier, d'où leur nom de kata (片?, « partiel, fragment »). Ces traits ont ensuite été quelque peu déformés par le tracé cursif. De par leur origine, les katakana sont visuellement beaucoup plus simples que les hiraganas, et plus rapides à tracer.

Les deux syllabaires (hiragana et katakana) permettent de noter l'intégralité des sons existants de la langue japonaise (que l'on pourrait écrire uniquement avec ces syllabaires). Toutefois, les nombreuses homonymies présentes en japonais (voir plus haut) permettraient difficilement de comprendre le sens de certains mots ; d'où l'intérêt des kanjis.
Selon Philippe Pons et Pierre-François Souyri, les écrivaines de l'aristocratie du XIe siècle, comme Murasaki Shikibu (~893-~1015) ou Sei Shônagon (~966-~1024), qui utilisaient la langue de la cour, écrivaient en syllabaire : on jugeait « l'écriture chinoise réservée aux textes émanant du pouvoir, donc du monde des hommes », alors que « la langue et surtout l'ecriture japonaise étaient plus adaptées à l'univers des sentiments et de la vie quotidienne ». Par la suite, à l'époque Edo, les livres seront différenciés en deux catégories : les kôha mono (« choses dures »), livres savants, religieux, distingués, écrits en chinois, encore que truffés de syllabaire katakana ; et les nampa mono (« choses molles »), ouvrages ironiques, satiriques, frivoles, licencieux, comme ceux du maître Santô Kyôden (1761-1816), écrits en syllabaire hiragana.

## Composants de l'écriture
La une du journal Asahi shinbun du 19 avril 2004 utilise simultanément les quatre formes d'écriture.
Kanji est en rouge, hiragana en orange, katakana en vert, rōmaji et chiffres arabes en noir :
- texte original : 「ラドクリフ[16]、マラソン五輪代表に、１万ｍ出場にも含み」
- transcription Hepburn : Radokurifu, Marason gorin daihyō ni, ichi-man mētoru shutsujō ni mo fukumi.
- traduction : « Radcliffe, participant au marathon olympique, concourra aussi pour le dix mille mètres. »
- séparateur virgule : 「、」 → « , »

Quelques autres exemples d'écriture en japonais :
| Style       | littéraire | scolaire | étranger   | occidental | commentaire          |
| Alphabet    | sinogramme | lisse    | fragmenté  | latin      | latin                |
| Forme       | dense      | arrondie | angulaire< | romanisée  | latinisée            |
| Grade       | Kanji      | Hiragana | Katakana   | Rōmaji     | Traduction française |
| 1re année   | 一         | いち     | イチ       | ichi       | un, 1                |
| 6e          | 私         | わたし   | ワタシ     | watashi    | je, moi              |
| 1re et 2e   | 金魚       | きんぎょ | キンギョ   | kingyo     | poisson rouge        |
| herbe : 1re | 煙草       | たばこ   | タバコ     | tabako     | tabac, cigarette     |
| 4e et 3e    | 芸者       | げいしゃ | ゲイシャ   | geisha     | « art » + « -iste »  |

Le corpus par type d'écriture répartie en million de glyphes dans les articles du journal Asahi shinbun de l'année 1993 se décline selon la statistique suivante :
| Pourcentage | Écritures                                                      | Million de glyphes                           |
| --- | -------------------------------------------------------------- | -------------------------------------------- |
| - Kanji (41,4 %) - Hiragana (36,6 %) - Katakana (6,4 %) - Ponctuation (13,1 %) - Chiffre (2,1 %) - Rōmaji (0,5 %) | - Kanji - Hiragana - Katakana - Ponctuation - Chiffre - Rōmaji | - 23,41 - 20,7 - 3,61 - 7,41 - 1,169 - 0,259 |

### Kanji
Les kanjis (漢字, littéralement caractères des Han), sont des caractères chinois assimilés à la langue japonaise (il existe cependant quelques caractères nationaux). Lors de l'adoption de ces caractères, les Japonais ont également adopté leurs prononciations, qui durent être adaptées au système phonétique japonais beaucoup plus pauvre quant à la variété des sons. Il en résulte donc un grand nombre d'homonymies.
Les kanjis ont parfois un sens différent entre le japonais et le chinois car les emprunts faits au fil du temps n'ont pas été uniformes. On reprenait tantôt pour le sens, tantôt pour la prononciation : on écrivait alors certains mots japonais avec un idéogramme dont la prononciation chinoise se rapprochait de celle du mot japonais à transcrire.
Dans le classement UNESCO des langues les plus difficiles, la langue japonaise est 5e entre le chinois 1er et le français 10e,[source insuffisante]. Un kanji complexe à calligraphier peut avoir 48 traits dans 龘 et jusqu'à 52 traits (4 * 13 traits 雷) dans 䨻. Pour les enfants, un livre d'apprentissage ludique des kanjis peut s'arrêter à 29 traits. Les kanjis servent pour transcrire la plupart des mots pleins, porteurs de sémantique :
- le radical des verbes et des adjectifs, comme le caractère 見 à gauche dans 見る (miru, voir) ou 白 dans 白い (shiroi, blanc),
- la plupart des noms, comme 川 (kawa, rivière) ou 学校 (gakkō, école),
- la plupart des noms propres de personnes comme 田中 (Tanaka) ou de lieu 東京 (Tōkyō). Cependant certains noms peuvent également être écrits en hiragana ou katakana, en tout ou en partie.

Tous les mots japonais pourraient en principe être écrits entièrement en hiragana ou en katakana ; les mots dont le kanji est rare, trop complexe, ou difficile à comprendre (comme dans des livres d'enfants) sont généralement transcrits en hiragana.
Si certains kanjis peuvent avoir plusieurs lectures possibles selon le contexte, la plupart des kanjis japonais ont une lecture 音読み (on'yomi, lecture ON) correspondant aux lectures d'origines chinoises et une lecture 訓読み (kun'yomi, lecture KUN) correspondant à la lecture japonaise par exemple pour 音 signifiant le bruit :
- la lecture sémantique KUN'yomi de おと en syllabaire hiragana est oto à prononcer [o][to],
- celle sino-japonaise sonore ON de オン en syllabaire katakana est on à prononcer [o][n]. オ a le même son que お.

Les kanjis ayant des lectures inhabituelles ou complexes peuvent être annotés par des aides à la prononciation dénommées furigana.
Le système éducatif japonais enseigne 1945 Jōyō kanji reconnus officiellement par le ministère de l'Éducation. Cet apprentissage est étalé sur une grande partie de la scolarité des élèves. Cependant, en pratique, environ 1 000 sont utilisés couramment. Les seules exceptions étant des kanjis « uniques », utilisés seulement pour des noms de familles ou des lieux rares.
Les journaux japonais, dont les principaux Yomiuri shimbun (読売新聞), Asahi shimbun, Mainichi shinbun (毎日新聞) et Sankei shinbun (産経新聞), ciblent 94 % de la population connaissant à la fin de leur scolarité de lycéen au moins les kanjis usuels. Le style journalistique privilégie la concision autour de 45 caractères par proposition en supprimant les suffixes formels (丁重語 teichōgo) de politesse (ます masu, です desu) sauf Akahata (しんぶん赤旗) qui s'en est fait une spécialité.
L'Association de promotion de l’usage des kanjis choisit chaque année le kanji de l'année,.

#### Style
| Natsume Sōseki 夏目 漱石 dans sa nouvelle Dix nuits de rêve (en) 『夢十夜』 (1908年) fait une lecture atypique pendant la 5e nuit dans un but stylistique. |                        |            |                  |    |        |                      |
| Sur la face 顔, | il voit 見る, affinant | 鼻 le nez, | → ← les sourcils | 眉 | épais  | qui se rapprochent : |
| 「その顔 | を見ると、             | 鼻の上で、 | 左右の           | 眉 | が太く | 接続っている。」     |

| 4  | 3  | 2  | 1  |   |
| -- | -- | -- | -- | - |
| 接 | 左 | 鼻 | ﹁ | ↓ |
| 続 | 右 | の | そ | ↓ |
| っ | の | 上 | の | ↓ |
| て | 眉 | で | 顔 | ↓ |
| い | が | 、 | を | ↓ |
| る | 太 |    | 見 | ↓ |
| 。 | く |    | る | ↓ |
| ﹂ |    |    | と | ↓ |
|    |    |    | 、 | ↓ |
| ←  |    |    |    | ↓ |

|  | 「その顔を見ると、鼻の上で、左右の眉が太く接続っている。」 |

### Hiragana

Clavier QWERTY et phonétique hiragana.

Hiragana.

Les hiraganas (平仮名) servent principalement à l'écriture des morphèmes grammaticaux, à celle de quelques mots et à la notation phonétique des kanjis.
- Les okurigana (送り仮名), suffixes grammaticaux des adjectifs et des verbes, comme le い à droite dans 白い (shiro-i, blanc), le る dans 見る (mi-ru, voir) ou た la forme passée dans 見た (mi-ta, vit) ou かった dans 白かった (shiro-katta, qui fut blanc).
- Les joshi (助詞), particules grammaticales, petits mots qui par exemple marquent le sujet ou l'objet d'une phrase, ou ont un rôle similaire aux prépositions dans, vers, etc. Le caractère の, très fréquent, marque notamment le génitif et est une caractéristique facile à repérer dans un texte écrit en japonais.
- Les mots qui ne sont pas associés à un kanji (ce qui n'est pas exceptionnel, pour tout type de mots).

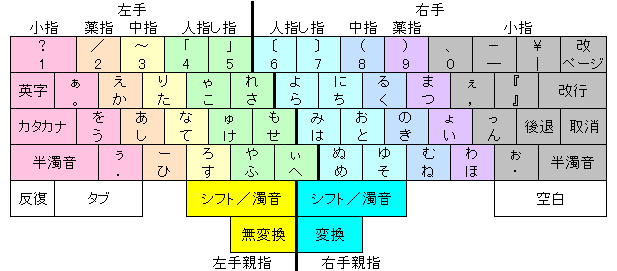
Clavier hiragana : →, →, →, en bas à droite →.

- Les mots dont le kanji est rare, trop complexe ou difficile à comprendre (comme dans des livres d'enfants).
- Les furigana (振り仮名), lecture phonétique placée en suscription de caractères kanjis. Ces furigana sont destinés à faciliter la lecture des enfants ou des étrangers, ou à clarifier la lecture de kanjis rares ou ambigus.

Les mots habituellement écrits en kanjis peuvent également être transcrits en hiragana, en fonction des préférences de l'auteur. Certains mots sont généralement écrits en hiragana, et les écrire en kanjis donnera un style plus formel ; inversement une écriture en hiragana donnera un style plus doux ou plus sentimental. Les onomatopées des mangas pour jeunes filles sont essentiellement écrites en hiragana.
Quelques mots normalement écrits en kanjis ont été grammaticalisés dans certains contextes, où ils sont alors écrits en hiragana. Par exemple la racine verbale de 見る (miru, voir) s'écrit normalement avec le kanji 見 ; mais quand ce terme est utilisé comme suffixe signifiant « essayer » le verbe est écrit みる, comme dans 食べてみる : tabetemiru, « essaye voir d'en manger », « goûte, tu verras bien ».

### Katakana

Katakana

Les katakanas s'utilisent principalement pour la notation des emprunts lexicaux aux langues étrangères (à l'exception du chinois et du coréen, dont le vocabulaire d'emprunt est présent dans la langue japonaise depuis longtemps) et servent de mise en relief.
- Des noms courants d'animaux ou de plantes, comme ヤク (yaku, yak), トカゲ (tokage, lézard) ou バラ (bara, rose).
- Des termes scientifiques ou techniques, comme 「（メルトダウン）[34]」 ou les noms de minéraux.
- Quelques autres objets dont le kanji est rare, comme ローソク (rōsoku, bougie).
- Translittérations de termes ou de noms étrangers, comme フランス (Furansu, France), コンピュータ (konpyūta, de l'anglais computer) ou ロンドン (Rondon, London). Certains termes d'origine étrangère sont à présent perçus comme japonais, et ne sont alors pas rendus en katakanas.
- Des onomatopées comme ワンワン (wan-wan[35], « ouaf-ouaf »), ou la transcription de bruits ou de sons.

Les katakanas sont également utilisés à la place des hiraganas pour mettre une emphase sur un terme ou un segment de phrase (comme l'italique dans des langues européennes), ou pour donner l'idée que des mots sont prononcés avec un accent étranger ou artificiel, par exemple par une voix synthétique.

### Furigana
Placés en petit comme un appel de note 振り仮名 au-dessus des kanjis, ces kana sont alors appelés furigana 振り仮名 et indiquent la prononciation ふりがな de l'idéogramme. Ces furigana sont présents, par exemple, dans les mangas et ouvrages destinés à la jeunesse ; l'apprentissage des kanjis étant long, donner la prononciation est cruciale pour un jeune public qui mettra une grande partie de sa scolarité à les apprendre.
C'est en référence à ces furigana que le linguiste et diplomate Sir George Sansom écrivit :

« On hésite à qualifier un système d'écriture si complexe qu'il demande un second système pour le rendre compréhensible. Il ne fait aucun doute que cela constitue un sujet d'étude fascinant, mais en tant qu'instrument pratique ce système n'a certainement rien qui lui soit inférieur. »

### Rōmaji
Les Japonais utilisent peu les rōmaji sauf pour écrire des mots souvent techniques qui sont impossibles à écrire avec les caractères japonais :
- des acronymes (généralement anglais) comme NATO, UFO, CD, DVD ou NTT ;
- des termes destinés à être lisibles dans un contexte international (carte de visite, passeport, etc.) : noms propres, noms de sociétés ou de marques… « Menu » peut être le seul mot en rōmaji[38] (lettres latines) sur la carte d'un restaurant ;
- des termes japonais dérivés d'expressions étrangères, comme Jリーグ (jei rīgu, J. League) ; Tシャツ (tī shatsu, T-shirt) ou B級グルメ (bī-kyū gurume, restaurant de série B) ;
- les chiffres arabes sont dénommés éïssouuji[38] (chiffres anglais).

Diverses romanisations comme Nippon-shiki, ou Kunrei existent parmi lesquelles figure la méthode Hepburn qui est la plus utilisée hors du Japon.

## Directions de l'écriture japonaise

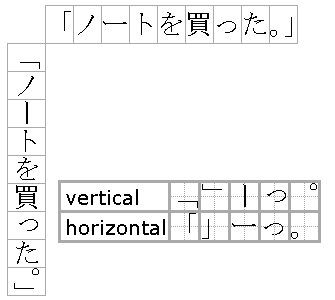
La ponctuation s’adapte au changement de direction.

Le japonais s'écrit sans espaces entre les mots. La virgule « 、 » et le point « 。 » sont suivis d'un espace séparateur sur la largeur de la chasse du même idéogramme. Un kanji est plus dense que le symbole hiragana simplifié qui le suit.
Traditionnellement, le japonais s'écrit au format 「縦書き」 tategaki de haut en bas et de droite à gauche :
| Sens de lecture d'un manga. |   | \| 4 \| 3 \| 2 \| 1 \| \| \| - \| - \| - \| - \| - \| \| B \| u \| D \| L \| ↓ \| \| a \| t \| e \| i \| ↓ \| \| s \| E \| H \| r \| ↓ \| \| . \| n \| a \| e \| ↓ \| \| ← \| \| \| \| ↓ \| |   | Rouleaux narratifs peints japonais |
| Manga 漫画                  |   | Tategaki |   | Emaki 絵巻                         |
| 4                           | 3 | 2 | 1 |                                    |
| B                           | u | D | L | ↓                                  |
| a                           | t | e | i | ↓                                  |
| s                           | E | H | r | ↓                                  |
| .                           | n | a | e | ↓                                  |
| ←                           |   | |   | ↓                                  |

Mais on trouve de plus en plus de livres écrits au format yokogaki （横書き）, c’est-à-dire de gauche à droite et de haut en bas,  comme le français. C'est notamment le cas des ouvrages scientifiques. Le format tategaki n'est pas si différent du format yokogaki qu'il peut le sembler au premier abord, dans la mesure où il s'agit d'une simple rotation d'un quart de tour du sens d'écriture.